# Logique combinatoire (électronique)
Pour les articles homonymes, voir combinatoire (homonymie).
Cet article traite de la logique combinatoire en électronique numérique, Il ne doit pas être confondu avec ce que l'on appelle la logique combinatoire au sens qu'a ce mot en logique mathématique et en informatique théorique.

Fig. 1 : Une hiérarchie d'automates.

Dans la théorie des automates et en électronique numérique, la logique combinatoire (également appelée logique indépendante du temps) est un type de circuit logique qui est implémenté par des circuits booléens, où la sortie est une fonction pure de l’entrée actuelle uniquement. Cela contraste avec la logique séquentielle, dans laquelle la sortie dépend non seulement de l’entrée actuelle, mais aussi de l’historique de l’entrée. En d’autres termes, la logique séquentielle a de la mémoire alors que la logique combinatoire n’en a pas.
La logique combinatoire est utilisée dans les circuits numériques pour effectuer l’algèbre booléenne sur les signaux d’entrée et sur les données stockées. En pratique, les circuits numériques contiennent souvent un mélange de logique combinatoire et séquentielle. Par exemple, la partie d’une unité arithmétique et logique, ou ALU, qui effectue des calculs mathématiques dans un processeur est construite à l’aide de la logique combinatoire. D’autres circuits utilisés dans les processeurs des ordinateurs, tels que les demi-additionneurs, les additionneurs complets, les demi-soustracteurs, les soustracteurs complets, les multiplexeurs, les démultiplexeurs, les encodeurs et les décodeurs (en) sont également fabriqués à l’aide de la logique combinatoire.
La conception pratique de systèmes logiques combinatoires peut nécessiter la prise en compte du temps fini nécessaire pour que les éléments logiques pratiques réagissent aux changements de leurs entrées. Lorsqu’une sortie est le résultat de la combinaison de plusieurs chemins différents avec un nombre différent d’éléments de commutation, la sortie peut momentanément changer d’état avant de s’installer à l’état final, car les modifications se propagent le long de différents chemins.